# 콘스탄티노스 치클리티라스
콘스탄티노스 치클리티라스(그리스어: Κωνσταντίνος Τσικλητήρας, 1888년 10월 30일 ~ 1913년 2월 10일)는 그리스의 육상 선수로, 제자리 도약 종목들을 주로 활약하였다.
필로스에서 태어나 상업을 공부하러 아테네로 이주하였다. 곧 스포츠를 시작하여 축구와 수구를 활약하였으나 육상으로 전향하였다.
1908년과 1912년 하계 올림픽에 참가하여 제자리멀리뛰기와 제자리높이뛰기에 출전하면서 금메달 1개, 은메달 2개, 동메달 1개를 획득하였다. 그는 국내 타이틀을 19번이나 우승하였다.
1913년 발칸 전쟁에 의용군으로 개입되어 육상 경력이 끝났고, 비나지 전투에서 싸웠다.
수막염에 걸려 24세의 나이로 사망하였다.